# المرتفعات الوسطى (الهند)

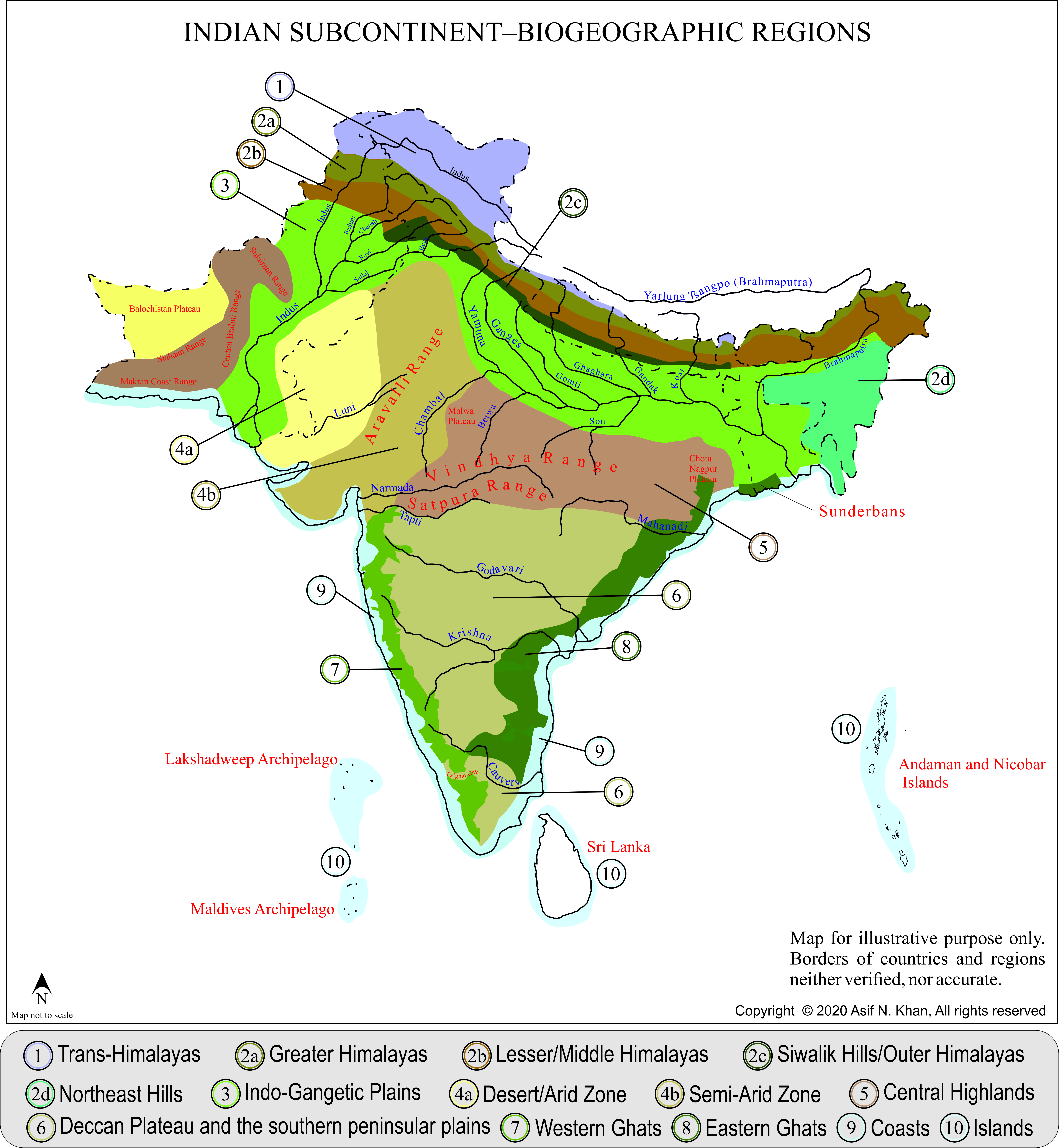
The Central Highlands along with
other geographical features of India

المرتفعات الوسطى في الهند هي بنية جيولوجية كبيرة ومنطقة جغرافية حيوية تقع بين هضبة الدكن وسهول الجانج الهندية وتتكون من عدد من سلاسل الجبال، بما في ذلك سلسلتا فيندهيا وأرافالي، وهضاب تشوتا ناجبور ومالوا.  إنها الميزة الوحيدة الأكثر أهمية في وسط الهند. وهي تمتد على ثلاث مناطق لغوية فرعية لعائلة اللغة الهندية الآرية واللغات المستخدمة بشكل رئيسي هنا، من الغرب إلى الشرق، هي المارواري، والمالوي، والبونديلي، والباغيلي، والتشاتيسجارهي، والميثيلي. السكان في المقام الأول من الهند الآرية إلى جانب عدد كبير من قبائل السكان الأصليين.
هذه المنطقة مأهولة  بالغابات الكثيفة ويعيش هنا عدد من المجموعات القبلية المختلفة للسكان الأصليين، الذين يمارسون أشكالًا مختلفة من الهندوسية.  فشلت العديد من الإمبراطوريات والسلالات في غزوها أو واجهت صعوبة في السيطرة عليها بسبب مقاومة السكان الأصليين، بدءًا من الموريين المشهورين في مملكة ماجادها وحتى الجمهورية الهندية الحديثة. وتعتبر المنطقة معقلاً للعصيان الماوي-الناكسالي، وخاصة الجزء الشرقي.
تضم المنطقة ثاني أكبر عدد من السكان القبليين في جميع مناطق الهند، بعد شمال شرق الهند فقط. لديها كثافة سكانية أقل بكثير من الأجزاء الأخرى من الهند مثل المناطق الساحلية والسهول الشمالية الكبرى. وتنتشر في ولايات جهارخاند وماديا براديش وتشاتيسجاره (الجزء الشمالي) وولاية راجستان (الجزء الشرقي).

## الأقسام والميزات
يمكن تقسيم المرتفعات الوسطى إلى المرتفعات الشمالية الوسطى والمرتفعات الجنوبية الوسطى. يمكن تقسيم المرتفعات الشمالية الوسطى إلىː
- (أ) سلسلة جبال أرافالي
- (ب) مرتفعات راجستان الشرقية
- (ج) ماديا بهارات باثار
- (د) مرتفعات بوندلخاند.

يمكن تقسيم المرتفعات الوسطى الجنوبية إلىː
- (أ) هضبة مالابار
- (ب) سرابلاندز فيندهيا
- (ج) سلسلة جبال فيندهيا
- (د) وادي نارمادا.

تمتد سلسلة أرافالي من جنوب غرب دلهي إلى قرب أحمد آباد لمسافة حوالي 800 كيلومتر. إلى الشرق من سلسلة أرافالي تقع مرتفعات راجاستان الشرقية التي يتراوح ارتفاعها من 250 إلى 500 متر. يدخل نهر تشامبال ولاية راجاستان بالقرب من الطرف الشمالي لخزان غاندي ساجار ويتدفق لمسافة 360 كم في راجاستان. تتميز منطقة Madhya Bharat Pathar بسطح صخري وغابات كثيفة شرق منطقة تشامبال. الجزء الآخر من الجزء الشمالي من المرتفعات الوسطى هو ذلك الجزء من بوندلخاند الذي يقع بين نهر جمنة يامونا والخردة المقوسة الشمالية لهضبة فيندهيان.
كما ذكرنا سابقًا، يتألف الجزء الجنوبي من المرتفعات الوسطى من هضبة مالوا، وأراضي فيندهيا المخردة، وسلسلة جبال فيندهيا، ووادي نارمادا. إن سلسلة جبال Vindhya "هي في الواقع جرف يختلف في طابعه وارتفاعه، اعتمادًا على بنية الصخور الأساسية وخصائصها الحجرية. في أول 100 كيلومتر من نهايتها الغربية، قمة جومانبور (554 مترًا) في منطقة دهار في ماديا براديش، تمتد سلسلة جبال فيندهيا بشكل منحنى، ويواجه جانبها المحدب وادي نارمادا ويتبع خطًا كفافيًا يبلغ طوله 300 متر. وهي غابات كثيفة وقليلة السكان. على مدى الـ 160 كيلومترًا التالية، يسود نوع أكثر انفتاحًا من البلد ويصبح الجرف، الذي لا يزال مبنيًا من البازلت، أكثر بروزًا بالقرب من هوشانغ آباد ويتغير نوع الصخور. ينحدر جبل Vindhya بالقرب من نهر نارمادا ويقدم منحدرًا مدرجًا مبنيًا من الحجارة الرملية الصلبة بالتناوب مع الصخر الزيتي. إلى الشمال من سلسلة جبال فيندهيا تقع هضبة مالوا في ولاية مدهيا برديش مع منحدر عام باتجاه الشمال، وتصريف جيد، وتربة سوداء. تعتبر الحجارة الرملية القوية في كايمور وريوا [الإنجليزية] وباندر هي الصانع الرئيسي لأراضي فيندهيان المخردة وتشكل أيضًا سطح الهضاب المكونة الثلاثة التي تنحدر على خطوات من الغرب إلى الشرق. إلى أقصى الجنوب من المرتفعات الوسطى يقع وادي نارمادا.

## أنظر أيضا
- الأستراليون
- أديفاسي
- شمال الهند
- جبال كايمور [الإنجليزية]